# Белгийски франк
Вижте пояснителната страница за други значения на франк.
Белгийският франк е паричната единица на Белгия от 1832 до въвеждането на еврото. Той се подразделя на 100 сантима. Кодът на белгийския франк по ISO 4217 е BEF.
Първоначално франкът е парична единица, използвана във Франция от 14 век с известни прекъсвания (вижте френски франк). След френските завоеванията, последвали Френската революция и Наполеоновите войни, франкът започва да се използва в големи части от Западна Европа. След отделянето си от Нидерландия Кралство Белгия създава през 1832 свой собствен франк, еквивалентен на френския. През следващите години това правят също Люксембург (1848) и Швейцария (1858).
През 1865 Франция, Белгия, Швейцария и Италия създават Латинския валутен съюз (Гърция се присъединява през 1868). Всяка от страните има собствена национална валута (франк, лира, драхма) на стойност 4,5 g сребро или 0,290 322 g злато, които са свободно конвертируеми помежду си при курс 1:1. През 1870-те златото е прието за стандарт, положение, което се запазва до 1914. През 1926 Белгия преживява тежка финансова криза и напуска валутния съюз, който се разпада в края на същата година.
Създаденият през 1921 валутен съюз между Белгия и Люксембург се запазва до наши дни, като през 1932 е трансформиран в по тясна икономическа общност. Люксембургският и белгийският франк имат равна стойност и са приемани като законно платежно средство на територията на двете страни.
Белгийският и люксембургският франк спират да съществуват на 1 януари 1999, когато са заменени от еврото при курс 1 EUR = 40,3399 BEF/LUF (1 BEF/LUF = 0,024789 EUR). Старите банкноти и монети губят статута си на платежно средство на 28 февруари 2002.
Белгийският и люксембургският франк спират да съществуват на 1 януари 1999 г., когато са заменени от еврото при курс 1 EUR = 40,3399 BEF/LUF (1 BEF/LUF = 0,024789 EUR). Всички банкноти, емитирани от 1944 г., остават обменими. Те губят статута си на платежно средство на 28 февруари 2002 г.
Банкнотата от 100 франка с портрета на архитекта Хендрик Беярт гласи, че фалшивите пари ще бъдат наказвани с принудителен труд. Това се отнася и за банкнотата от 500 франка, която е с лика на скулптора Константин Мюние.